# Колесово
Ко́лесово (каз. Колесово) — село у складі Байтерецького району Західноказахстанської області Казахстану. Входить до складу Кушумського сільського округу.
Населення — 525 осіб (2021; 613 у 2009, 585 у 1999, 543 у 1989).